# 吉川英司
吉川 英司（きっかわ えいし、1929年（昭和4年）5月9日 - 2010年（平成22年）4月8日）は、日本の経営者。テレビ新広島社長を務めた。

## 来歴・人物
広島県出身。1953年に明治大学政治経済学部経済学科を卒業し、1958年にニッポン放送に入社。1974年に取締役に就任し、1976年6月に常務。
1980年5月にフジテレビジョン常務、1983年6月に専務を経て、1989年6月にテレビ新広島副社長、1994年6月には社長に昇格。1999年6月に会長に退き、2001年6月に取締役相談役となる。
2010年4月8日に慢性閉塞性肺疾患のために死去。80歳没。